# 楔尾伯劳
楔尾伯劳（学名：Lanius sphenocercus）为伯劳科伯劳属的鸟类，俗名长尾灰伯劳。分布于蒙古、俄罗斯、朝鲜、台湾岛以及中国大陆的黑龙江、吉林、内蒙古、甘肃、青海、陕西、宁夏、山西、辽宁、河北以南至长江流域、福建、广东等地，常见于平原到山地、河谷的林缘及疏林地带、尤以草地林地和半荒漠疏林地带为多以及在乔木或灌木上筑巢。该物种的模式产地在广东广州。

## 亚种
- 楔尾伯劳西南亚种（学名：Lanius sphenocercus giganteus）。在中国大陆，分布于青海、西藏、四川等地。该物种的模式产地在青海湖南部山脉。[3]
- 楔尾伯劳指名亚种（学名：Lanius sphenocercus sphenocercus）。分布于俄罗斯、蒙古、朝鲜、台湾岛以及中国大陆的黑龙江、吉林、内蒙古、甘肃、宁夏、青海、陕西、辽宁以南至长江流域、福建、广东等地。该物种的模式产地在广东广州。[4]